# Fedor Weinschenck
Fedor Wilhelm Weinschenck (* 4. Januar 1916 in Bielitz; † 22. Juni 1942) war ein polnischer Skirennläufer. Weinschenck war in den 1930er Jahren einer der besten Skifahrer seines Landes. Er startete für den Wintersportklub Bielitz-Biala, einen Verein der deutschen Minderheit.
In seiner Karriere wurde er dreimal Polnischer Meister. 1934 und 1935 errang er den Titel in der Abfahrt und 1935 in der Kombination. Dazu kommen zwei Vizemeisterschaften in der Kombination 1934 und im Slalom 1935.
1936 nahm Weinschenck in Garmisch-Partenkirchen an den Olympischen Winterspielen teil. In der Kombinationswertung kam er auf den 32. Platz.
Weinschenck fiel als Soldat der deutschen Wehrmacht an der Ostfront.